# Деронг
28°42′52″ пн. ш. 99°17′11″ сх. д. / 28.71448° пн. ш. 99.28643° сх. д.
Деронг (кит. 得荣县, пін. Déróng Xiàn, трансліт. Dêrong) — один із повітів КНР у складі Гарцзе-Тибетської автономної префектури, провінція Сичуань. Адміністративний центр — містечко Ньїмалунгба.

## Географія
Деронг розташовується на сході Тибетського плато (регіон Кхам) у горах Гендуаншань (перепад висот у діапазоні від 1990 до 5599 метрів над рівнем моря). Західним кордоном повіту слугує річка Цзіньша.

### Клімат
Повіт у зоні висотної поясності, котра характеризується вологим субтропічним кліматом до 2500 метрів над рівнем моря, океанічним кліматом субтропічних нагір'їв до 2750 метрів над рівнем моря, а вище поступово переходить у так звану «гірську тундру». Найтепліший місяць — червень із середньою температурою 23 °C. Найхолодніший місяць — січень, із середньою температурою 6,1 °С.
| Клімат повіту Деронг                               | Клімат повіту Деронг | Клімат повіту Деронг | Клімат повіту Деронг | Клімат повіту Деронг | Клімат повіту Деронг | Клімат повіту Деронг | Клімат повіту Деронг | Клімат повіту Деронг | Клімат повіту Деронг | Клімат повіту Деронг | Клімат повіту Деронг | Клімат повіту Деронг | Клімат повіту Деронг |
| Показник                                           | Січ.                 | Лют.                 | Бер.                 | Квіт.                | Трав.                | Черв.                | Лип.                 | Серп.                | Вер.                 | Жовт.                | Лист.                | Груд.                | Рік                  |
| Середній максимум, °C                              | 15,1                 | 17,4                 | 19,9                 | 23,1                 | 26,9                 | 30,1                 | 28,5                 | 27,3                 | 26,9                 | 24,1                 | 19,6                 | 15,8                 | 22,9                 |
| Середня температура, °C                            | 6,1                  | 8,9                  | 12                   | 15,5                 | 19,6                 | 23                   | 21,7                 | 20,4                 | 19,8                 | 16,1                 | 10,5                 | 6,4                  | 15                   |
| Середній мінімум, °C                               | −0,5                 | 2                    | 5,6                  | 9,2                  | 13,5                 | 17,4                 | 17,1                 | 16                   | 14,8                 | 10                   | 4                    | −0,1                 | 9,1                  |
| Норма опадів, мм                                   | 1.3                  | 1.5                  | 4.4                  | 6.8                  | 18.6                 | 39.1                 | 126.8                | 111.1                | 35.3                 | 9.1                  | 3.3                  | 0.4                  | 357.7                |
| Вологість повітря, %                               | 34                   | 33                   | 35                   | 38                   | 40                   | 45                   | 61                   | 67                   | 58                   | 47                   | 40                   | 35                   | 44                   |
| -------------------------------------------------- | -------------------- | -------------------- | -------------------- | -------------------- | -------------------- | -------------------- | -------------------- | -------------------- | -------------------- | -------------------- | -------------------- | -------------------- | -------------------- |
| Джерело: Дані метеостанції №56441 (КНР, 1991-2020) |                      |                      |                      |                      |                      |                      |                      |                      |                      |                      |                      |                      |                      |